# Wesley Spieringhs
Wesley Spieringhs (Goirle, 16 januari 2002) is een Nederlands voetballer die doorgaans als middenvelder speelt. Hij verruilde in 2023 Willem II voor Roda JC.

## Carrière
Wesley Spieringhs speelde in de jeugd van VOAB. Sinds 2012 speelt hij in de jeugdopleiding van Willem II. Hij debuteerde in het eerste elftal van Willem II op 12 september 2020, in de met 2-0 verloren uitwedstrijd tegen sc Heerenveen. Hij kwam in de 87e minuut in het veld voor Dries Saddiki. Twee weken later mocht hij plaatsnemen op de bank voor de kwalificatiewedstrijd voor de UEFA Europa League tegen Rangers FC (0-4), maar hij kwam niet in actie. Vanaf de tweede seizoenshelft ontwikkelde hij zich tot vaste basisspeler in het elftal. 
Op 22 augustus 2021 maakte Spieringhs zijn eerste doelpunt voor Willem II, tegen Vitesse (3-0). Twee weken later raakte hij geblesseerd aan zijn meniscus, waardoor hij dat seizoen slechts vijf keer in actie kwam. Aan het einde van het seizoen degradeerde Willem II naar de Eerste divisie, maar Spieringhs keerde niet terug in de basiself.

### Roda JC
Medio 2023 maakte Spieringhs de overstap naar Roda JC, dat ook uitkwam in de Eerste divisie. Hij speelde in de eerste speelronde meteen de hele wedstrijd tegen Helmond Sport (4-1). Hij was meteen basisspeler en scoorde op 6 november zijn eerste doelpun tegen FC Eindhoven (1-1).

## Statistieken
| Seizoen                    | Club             | Competitie     | Competitie | Competitie | Beker | Beker | Totaal | Totaal |
| Seizoen                    | Club             | Competitie     | Wed.       | Dlp.       | Wed.  | Dlp.  | Wed.   | Dlp.   |
| -------------------------- | ---------------- | -------------- | ---------- | ---------- | ----- | ----- | ------ | ------ |
| 2020/21                    | Willem II        | Eredivisie     | 21         | 0          | 1     | 0     | 22     | 0      |
| 2021/22                    | Willem II        | Eredivisie     | 5          | 1          | 0     | 0     | 5      | 1      |
| 2022/23                    | Willem II        | Eerste divisie | 10         | 0          | 0     | 0     | 10     | 0      |
| 2023/24                    | Roda JC Kerkrade | Eerste divisie | 27         | 1          | 1     | 0     | 28     | 1      |
| 2024/25                    | Roda JC Kerkrade | Eerste divisie | 18         | 0          | 0     | 0     | 18     | 0      |
| Carrièretotaal             | Carrièretotaal   | Carrièretotaal | 81         | 2          | 2     | 0     | 83     | 2      |
| Bijgewerkt tot 13 mei 2025 |                  |                |            |            |       |       |        |        |